# 驚天12小時
《驚天12小時》是一部1991年上映的香港剧情片，王晶执导，譚詠麟、劉德華、曾志偉和梁家仁主演。

## 剧情简介
新加坡國慶25週年，達卡喇嘛去新加坡訪問，遭到恐怖分子集團日本赤軍的暗殺。在機場達卡與大B的女友均中槍受傷而入住同一醫院，恰恰他們倆都是同類型的罕見血型P型。而新加坡只有三個人有該血型。於是警察與大B為了輸血搶救二人須在有限的時間內至少找來那三人的其中一個。不過日本赤軍從警察的內鬼石頭中也獲知這個情況，派人追殺那三人，兩人都被赤軍槍殺。最後經過艱苦的較量，終於護送最後一個活著的有此血型的肥波到了醫院，搶救成功。

## 演员表
| 演員   | 角色     | 備註                                                 | 粵語配音 |
| 譚詠麟 | 雷泰     | 警察                                                 | 朱子聰   |
| 劉德華 | 大B      | 香港太保，到新加坡旅遊                               |          |
| 曾志偉 | 肥波     | 輸血給達卡和阿玲                                     | 馮永和   |
| 梁家仁 | 石頭     | 警察，為金錢勾結恐怖分子，後被雷泰殺死               | 周永光   |
| 羅美薇 | 阿玲     | 大B之女友，在機場遇刺，已康復                        |          |
| 羅樹琪 | 達卡喇嘛 | 在機場遇刺，已康復                                   | 源家祥   |
| 樓學賢 | 北島三郎 | 日本赤軍成員，在追殺肥波的同時被肥波殺死             | 黃志成   |
| 秦豪   | 鎌倉     | 日本赤軍首領，在追殺大B時被雷泰炸死                  |          |
| 崔秀麗 | 綾子     | 日本赤軍成員，在追殺達卡時被達卡投手術刀進入脖子而死 | 曾慶珏   |
| 陳百祥 | 法拉利   | 醫生，在病房照顧達卡喇嘛                             |          |
| 楊艷清 |          | 北島三郎之女友，發現北島三郎是恐怖份子後被刺死       |          |
| 楊榮祥 | 李Sir    | 保護達卡喇嘛的保安負責人                             | 黃志成   |
| 潘恩   | 林院長   | 醫院院長，法拉利之舅父                               |          |
| 張思麗 |          | 法拉利之女友                                         |          |
| 張金玉 |          | 石頭之妻子                                           |          |
| 王冠龍 | 牛哥     | 向肥波討債的大哥，被恐怖份子射死                     |          |
| 劉琦   | 阿芝     | 肥波久違的朋友，後為保護孩子被北島三郎殺死           |          |
| 洪培興 |          | 阿芝之先生，輪椅人士，被綾子殺死                     |          |

## 背景
六四事件後，香港掀起新一波移民潮，當時新加坡政府看準時機推出優惠港人移民政策，藝能影業當時為使旗下人員更容易移民新加坡取得身份，與新加坡合作投資電影並到當地取景，而新加坡亦希望透過經驗豐富的香港電影人以帶動當地影視事業，並引入更多相關人才，本電影因而得到新加坡政府的全力支持，得以在全國各大景點名勝封街拍攝，包括市中心商業區拍攝汽車爆破場面。

## 外部連結
- 開眼電影網上《驚天12小時》的資料（繁體中文）
- 豆瓣电影上《驚天12小時》的資料 （简体中文）
- 时光网上《驚天12小時》的資料（简体中文）
- AllMovie上《驚天12小時》的资料（英文）
- 爛番茄上《驚天12小時》的資料（英文）
- 香港影庫上《驚天12小時》的資料（繁體中文）
- 互联网电影数据库（IMDb）上《驚天12小時》的资料（英文）